# Savjet za nacionalne manjine Republike Hrvatske
Savjet za nacionalne manjine Republike Hrvatske krovno je autonomno tijelo svih nacionalnih manjina na državnoj razini osnovano temeljem Ustavnog zakona o pravima nacionalnih manjina. Odluku o osnivanju Savjeta donio je Hrvatski sabor na sjednici 13. prosinca 2002., a odluka je objavljena u Narodnim novinama broj 155 od 23. prosinca 2002. Predsjednik Savjeta za nacionalne manjine je Aleksandar Tolnauer.
Savjet surađuje s državnim tijelima, dužnosnicima i institucijama na aktivnostima vezanim za ostvarivanje i zaštitu prava i položaja nacionalnih manjina u Hrvatskoj.

## Struktura
Članovi Savjeta mogu se po načinu izbora podijeliti na tri skupine. U Savjet automatski ulaze saborski zastupnici nacionalnih manjina. Pet članova Savjeta su predstavnici nacionalnih manjina iz stručnih, kulturnih, vjerskih i znanstvenih redova i predstavnika manjinskih udruga koje imenuje Vlada po prijedlogu manjinskih institucija, organizacija ili građana. Treća skupina su predstavnici iz vijeća pojedinih nacionalnih manjina (manjinskih koordinacija pojedine manjine) iz kojih se bira 7 članova.